# Gerbille du Souss
Gerbillus hoogstraali
Espèce
Statut de conservation UICN

 VU B1b(iii)c(iv) : Vulnérable
La Gerbille du Souss, (Gerbillus hoogstraali ou Gerbillus (Gerbillus) hoogstraali) est une espèce qui fait partie des rongeurs. C'est une gerbille de la famille des Muridés. L'espèce est vulnérable et endémique du Maroc.